# Fraktionierte Kürettage
Die fraktionierte Kürettage oder fraktionierte Abrasio ist ein gynäkologischer Eingriff, der in erster Linie zu diagnostischen Zwecken eingesetzt wird, manchmal jedoch bereits die Therapie darstellt. Früher wurde er häufiger durchgeführt. 

## Indikationen (Gründe zur Durchführung)
- Blutungsstörungen
- Blutungen aus der Gebärmutter während der Postmenopause und im Senium
- Auffällige Befunde nach der Ultraschalluntersuchung
- Auffällige Befunde der Abstriche aus dem Gebärmutterhals nach der zytologischen Untersuchung (Pap-Test)

## Ablauf
Die fraktionierte Abrasio wird meist in Allgemeinanästhesie, seltener in Lokalanästhesie durchgeführt.
 Sie verläuft in zwei Schritten: Zuerst wird – analog zur normalen Kürettage – Material aus dem Gebärmutterhals entnommen, dann werden mit einer zweiten Kürette Proben vom Endometrium abgetragen.